# Schwarzes Luch
Das Naturschutzgebiet Schwarzes Luch liegt im Landkreis Dahme-Spreewald in Brandenburg.
Das rund 18,0 ha große Naturschutzgebiet erstreckt sich südöstlich von Goyatz, einem Ortsteil der Gemeinde Schwielochsee. Unweit westlich des Gebietes verläuft die B 320 und nördlich die Landesstraße L 441. Südwestlich erstrecken sich der Kleine und der Große Mochowsee.

## Bedeutung
Das Gebiet mit der Kenn-Nummer 1268 wurde mit Verordnung vom 5. Juli 1992 unter Naturschutz gestellt.